# Psychotria eumorphanthus
Psychotria eumorphanthus är en måreväxtart som beskrevs av Francis Raymond Fosberg. Psychotria eumorphanthus ingår i släktet Psychotria och familjen måreväxter. Inga underarter finns listade i Catalogue of Life.